# Guaqui
Guaqui är en ort i Bolivia.   Den ligger i departementet La Paz, i den västra delen av landet, 500 km nordväst om huvudstaden Sucre. Guaqui ligger 3 832 meter över havet och antalet invånare är 9 507. Den ligger vid sjön Lago de Huiñaymarca.
Terrängen runt Guaqui är kuperad åt sydost, men åt nordväst är den platt. Guaqui är det största samhället i trakten.
Trakten runt Guaqui består i huvudsak av gräsmarker. Runt Guaqui är det ganska glesbefolkat, med 26 invånare per kvadratkilometer.